# Thomas Ortler

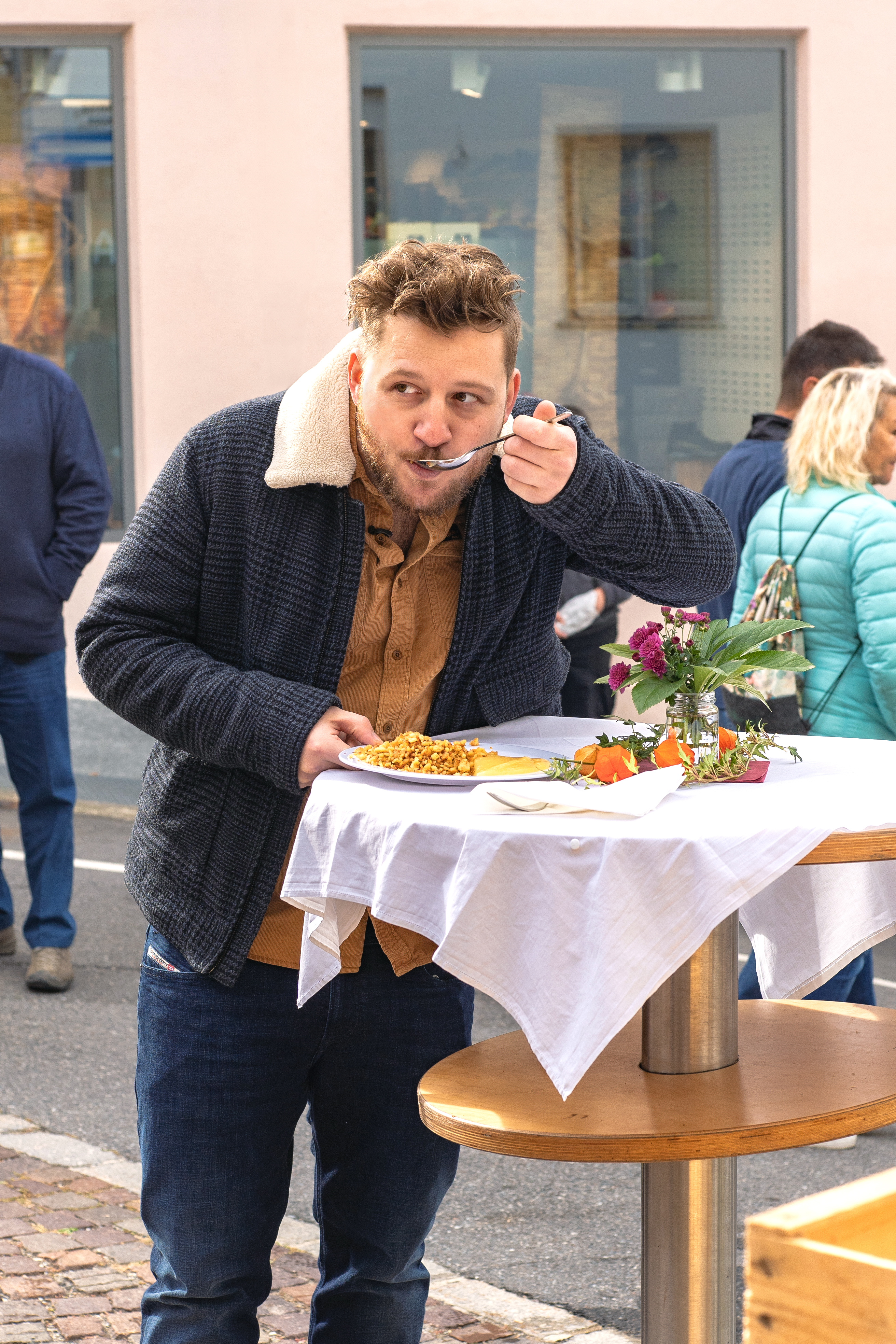
Thomas Ortler beim Golli Morkt in Mals.

Thomas Ortler (* 31. August 1993 in Bozen, Südtirol) ist ein italienischer Koch und Fachbuchautor.

## Leben
Thomas Ortler wuchs auf in Glurns, der kleinsten Stadt Südtirols. Nach dem Abschluss der Pflichtschule 2007 besuchte Ortler das Sprachengymnasium in Schlanders, wo er 2012 seine Matura erlangte. Anschließend zog er nach Wien, um an der Universität Wien Geschichte zu studieren. Dort erhielt er 2016 einen Bachelor in Geschichtswissenschaften. Sein Studium der Wirtschafts- und Sozialgeschichte führte ihn zur Humboldt-Universität zu Berlin und zurück zur Universität Wien, wo er von 2016 bis 2019 sein Masterstudium über Nationalismen und Identitätsgeschichte im 19. Jahrhundert absolvierte und mit Auszeichnung abschloss.
Ortlers Leidenschaft für die Küche führte ihn zu verschiedenen renommierten und gutbürgerlichen Einrichtungen. Während der Sommersaison 2016 arbeitete er im Restaurant „Försterbräu“ in Mals im Vinschgau. Danach war er bei der Kochvermittlung „Der Otte“ in Berlin tätig, wo er im Steigenberger Hotel  „Maxx Sanssouci Potsdam“ und in der Kulturbrauerei Berlin Erfahrungen sammelte. 2017 absolvierte er ein Praktikum in der Patisserie des Michelin-Stern Restaurants „Cinco by Paco Perez“ im 5-Sterne Hotel „Das Stue“ in Berlin, gefolgt von einem weiteren Praktikum im Jahr 2017/18 im Restaurant „Konstantin Filippou“ in Wien, das mit zwei Michelin-Sternen ausgezeichnet ist. Im September 2018 eröffnete Ortler sein eigenes Restaurant „flurin“ als Chef Patron. Am 6. Juni 2024 folgte sein zweites Restaurant, das „Wirtshaus Steinb.ck“. Einen Monat später folgte die die Wiederöffnung des historischen Gasthauses Weißes Kreuz unter dem Namen „Weisses Kreiz“.
Am 22. November 2024 veröffentlichte Ortler Nanas Küche – ein Kochbuch über die bäuerliche Küche der Großmütter Südtirols. Sein Buch "Südtirol Fine & Fancy" wurde als "Südtirol: Terra, viaggi e sapori di un ribelle in cucina" ins Italienische übersetzt. 
Ortler lebt in Glurns, Südtirol. Neben seiner Karriere in der Gastronomie engagiert er sich in der kulinarischen Bildung und verfasst Beiträge zur historischen Forschung.

## Auszeichnungen
- Gault & Millau 2021/22: Auszeichnung als Entdeckung des Jahres[6]
- Falstaff 2023: Auszeichnung als Best Young Chef[7]
- Gault & Millau 2024: Auszeichnung mit 2 roten Hauben
- Falstaff 2024: Auszeichnung mit drei goldenen Gabeln[8]
- Der Feinschmecker: Koch des Monats[9]

## Veröffentlichungen
- 2023: Südtirol Fine & Fancy, Kochbuch (zusammen mit dem Fotografen Udo Bernhart)
- 2023: Tom’s Table, Miniserie
- 2024: Nanas Küche: 66 Wohlfühlgerichte aus der Südtiroler Bergbauernküche. Von damals & heute. Erzählt und gekocht vom Südtiroler Starkoch Thomas Ortler
- 2024: Südtirol: Terra, viaggi e sapori di un ribelle in cucina